# Marçal Olivar i Daydí

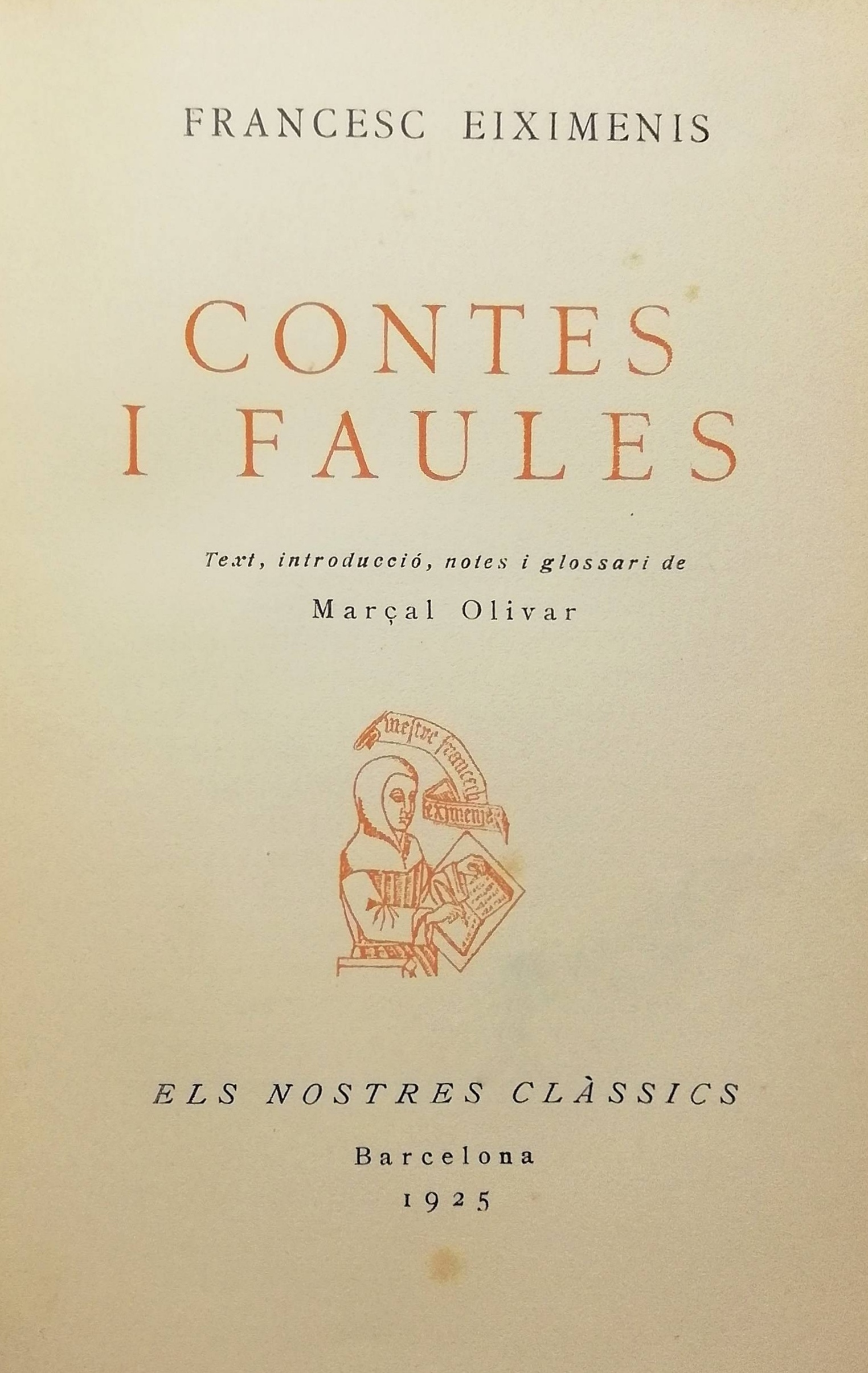
Portada del llibre "Faules i contes" de Francesc Eiximenis, recull de Marçal Olivar.

Marçal Olivar i Daydí (Barcelona, 26 d'octubre de 1900 - 5 de febrer de 1994) fou un erudit i polígraf català.

## Biografia
Va estudiar filosofia i lletres a la Universitat de Barcelona i va fer cursos de literatura catalana als Estudis Universitaris Catalans amb Antoni Rubió i Lluch i Jordi Rubió i Balaguer, i el 1927 marxà a estudiar amb Joaquim Balcells i Pinto a la universitat de Berlín, on començà a interessar-se per les qüestions d'art. Entre el 1925 i el 1928 col·laborà activament en la col·lecció Els Nostres Clàssics, on edità obres de Francesc Eiximenis, Bernat Metge, Anselm Turmeda i Ramon Llull.
Entre el 1928 i el 1930 fou lector de castellà a la universitat de Glasgow. Quan tornà a Barcelona fou professor de llengües clàssiques a l'Escola de Bibliotecàries i a la Universitat Autònoma de Barcelona, però fou desposseït del càrrec en acabar la guerra civil espanyola. Tot i així, continuà fent traduccions amb la Fundació Bernat Metge, de manera que entre el 1924 i el 1961 va publicar la traducció del primer volum de la Història Natural, de Plini el Vell, i totes les obres de Plini el Jove, Apuleu i Plaute. El 1952 fou nomenat professor d'història de l'art a l'Escola d'Arts Aplicades i Oficis Artístics de Barcelona.
És autor d'articles sobre Felip de Malla, les Festes de la Gaia Ciència, la influència de les Ars Dictandi en l'estil de la cancelleria reial, i altres. És un gran expert en ceràmica, col·laborà en la Miscel·lània Puig i Cadafalch amb un estudi sobre ceràmica valenciana i ha escrit també sobre el Museu d'Art de Catalunya (l'actual MNAC), l'impressionisme, Manuel Humbert i altres. El 1986 va rebre la Creu de Sant Jordi. La Reial Acadèmia Catalana de Belles Arts de Sant Jordi l'elegí membre d'honor el 1990.
Casat amb Rosa Winter, del seu matrimoni nasqué una filla, Isabel; en enviudar es casà amb Mercè Badosa i Castelltort, amb qui tingué dos fills, Joan i Jaume 

## Obres
- Historia del mueble inglés (1949)
- Notas en torno a una porcelana histórica (1950)
- La vajilla de Madera y la cerámica de uso en Valencia y en Cataluña durante el siglo XIV (según los inventarios de la época) (1950)
- La ceràmica trescentista a Aragó, Catalunya i València (Monumenta Cataloniae, 1952)
- La porcelana en Europa desde sus orígenes hasta principios del siglo XIX
- Obra dispersa. Llibre en homenatge en el seu 90è aniversari, a cura de Francesc Fontbona i Amadeu J. Soberanas i Lleó, Biblioteca de Catalunya, Barcelona 1991.